# Radešići
Radešići (cyr. Радешићи) – wieś w Bośni i Hercegowinie, w Republice Serbskiej, w gminie Teslić. W 2013 roku liczyła 231 mieszkańców.